# 에스앤코
에스앤코는 대한민국의 뮤지컬 제작사이다. 주로 위키드 뮤지컬을 제작하는 것으로 잘 알려져있는 회사다.
전 법인명은 '설앤컴퍼니'였다고 한다.

## 제작 작품
아주 유명한 작품은 볼드체.

### 설앤컴퍼니 당시

#### 2001년
- 오페라의 유령

#### 2004년
- 미녀와 야수
- 지저스 크라이스트 수퍼스타

#### 2005년
- 피핀

#### 2006년
- 에비타
- 프로듀서스

#### 2008년
- 캣츠

#### 2009년
- 브로드웨이 42번가

#### 2011년
- 천국의 눈물 ※ 이 회사의 유일한 창작 뮤지컬이다.

#### 2012년
- 셜록 홈즈

### 사명 변경 후

#### 2013년
- 위키드

#### 2014년
- 프리실라

#### 2021년
- 하데스타운

#### 2024년
- 디어 에반 핸슨
- 알라딘
- 스쿨 오브 락

#### 2026년
- 겨울왕국 ※ 제작 예정

## 기타
- 위키드 내한공연을 2025년 7월에 제작했다고 한다.[1]
- 드림씨어터라는 공연장을 설립한 회사이다.
- 일부 뮤지컬의 경우, 알라딘이나 라이온 킹은 디즈니와의 협약으로, 오페라의 유령의 경우 롯데컬처웍스와의 협약으로 개봉하였었다.